# 正田彬
正田 彬（しょうだ あきら、1929年（昭和4年）1月13日 - 2009年（平成21年）6月1日）は、日本の法学者。専門は経済法。学位は、法学博士（慶應義塾大学・論文博士・1968年）。慶應義塾大学名誉教授。カトリック信徒（洗礼名アロイジオ）。

## 家族・親族
正田彬は数学者・正田建次郎の長男としてベルリンで生まれる。父方の祖父は日清製粉グループ本社創業者の正田貞一郎、母方の祖父は天文学者の平山信。元日清製粉（現・日清製粉グループ本社）社長の正田英三郎は父方の叔父で、建築家の平山嵩は母方の伯父。また父方の従弟に医師・政治家の水島裕と日清製粉グループ本社名誉会長相談役の正田修が、父方の従妹に上皇后美智子が、母方の従兄に物理化学者の坪井正道がおり、父方の義理の伯父に化学者の水島三一郎が、母方の義理の伯父に地球科学者の坪井誠太郎が、母方の義理の叔父に元東洋製作所社長の佐竹義利がいる。妻は小池厚之助（小池国三（旧姓　浅川国三）二男）の三女　百合子。

## 略歴
- 1947年（昭和22年）3月：旧制武蔵高等学校卒業
- 1950年（昭和25年）9月：慶應義塾大学法学部法律学科卒業
- 1953年（昭和28年）4月：和歌山大学経済学部講師
- 1957年（昭和32年）7月：和歌山大学経済学部助教授
- 1959年（昭和34年）9月：慶應義塾大学産業研究所助教授
- 1967年（昭和42年）4月：慶應義塾大学産業研究所教授
- 1968年（昭和43年）3月：法学博士（慶應義塾大学・論文博士）
- 1987年（昭和62年）：日本経済法学会理事長
- 1989年（平成元年）4月：上智大学法学部教授 慶應義塾大学名誉教授
- 1992年（平成4年）4月：学校法人上智学院理事
- 1995年（平成7年）：公正取引委員会顧問
- 1997年（平成9年）3月：神奈川大学短期大学部教授
- 2009年（平成21年）6月1日：死去

## 著書
- 『経済法』（日本評論社、1963年）
- 『現在経済と市民の権利』（成文堂、1974年）
- 『全訂独占禁止法I・II』（日本評論社、1980年、1981年）
- 『独占禁止法研究I・II』（同文館、1986 年）